# Fabian Johnson
Fabian Marco Johnson (sinh 11 /12/ 1987) là cầu thủ đa năng người Mỹ hiện đang chơi cho CLB Bundesliga là Borussia Mönchengladbach và Đội tuyển bóng đá quốc gia Hoa Kỳ. Trước đó anh là thành viên Đội tuyển bóng đá quốc gia Đức ở tuyển trẻ. Johnson xuất thân là một hậu vệ cánh phải tuy nhiên có thể chơi rất nhiều vị trí trên sân như tiền vệ cánh, tiền đạo cánh, tiền vệ trung tâm.

## Career statistics

### Club
Tính đến ngày 21 tháng 10 năm 2017
| 1860 Munich              | 2005–06      | 4   | 0  | 0  | 0 | 0  | 0 | — | — | 4   | 0  |
| 1860 Munich              | 2006–07      | 25  | 0  | 1  | 0 | 0  | 0 | — | — | 26  | 0  |
| 1860 Munich              | 2007–08      | 28  | 2  | 3  | 1 | 0  | 0 | — | — | 31  | 3  |
| 1860 Munich              | 2008–09      | 33  | 2  | 3  | 0 | 0  | 0 | — | — | 36  | 2  |
| 1860 Munich              | Total        | 90  | 4  | 7  | 1 | 0  | 0 | 0 | 0 | 97  | 5  |
| VfL Wolfsburg            | 2009–10      | 10  | 0  | 0  | 0 | 1  | 0 | — | — | 11  | 0  |
| VfL Wolfsburg            | 2010–11      | 6   | 0  | 1  | 0 | 0  | 0 | — | — | 7   | 0  |
| VfL Wolfsburg            | Total        | 16  | 0  | 1  | 0 | 1  | 0 | 0 | 0 | 18  | 0  |
| TSG 1899 Hoffenheim      | 2011–12      | 29  | 2  | 4  | 1 | 0  | 0 | — | — | 33  | 3  |
| TSG 1899 Hoffenheim      | 2012–13      | 31  | 3  | 0  | 0 | 0  | 0 | 2 | 0 | 33  | 3  |
| TSG 1899 Hoffenheim      | 2013–14      | 27  | 0  | 1  | 0 | 0  | 0 | — | — | 28  | 0  |
| TSG 1899 Hoffenheim      | Total        | 87  | 5  | 5  | 1 | 0  | 0 | 2 | 0 | 94  | 6  |
| Borussia Mönchengladbach | 2014–15      | 24  | 1  | 3  | 0 | 7  | 0 | — | — | 34  | 1  |
| Borussia Mönchengladbach | 2015–16      | 26  | 6  | 3  | 0 | 5  | 2 | — | — | 34  | 8  |
| Borussia Mönchengladbach | 2016–17      | 21  | 3  | 3  | 1 | 11 | 0 | — | — | 35  | 4  |
| Borussia Mönchengladbach | 2017–18      | 6   | 1  | 1  | 0 | 0  | 0 | — | — | 7   | 1  |
| Borussia Mönchengladbach | Total        | 77  | 11 | 10 | 1 | 23 | 2 | 0 | 0 | 110 | 14 |
| Career Total             | Career Total | 270 | 20 | 23 | 3 | 24 | 2 | 2 | 0 | 319 | 25 |

### International
Tính đến ngày 10 tháng 9 năm 2017.
| National team | Year  | Apps | Goals |
| ------------- | ----- | ---- | ----- |
| United States |       |      |       |
| 2011          | 2     | 0    |       |
| 2012          | 9     | 0    |       |
| 2013          | 8     | 0    |       |
| 2014          | 11    | 1    |       |
| 2015          | 13    | 1    |       |
| 2016          | 11    | 0    |       |
| 2017          | 3     | 0    |       |
| Total         | Total | 57   | 2     |

### International goals
| Bàn thắng | Ngày                      | Địa điểm                             | Đối thủ                     | Tỉ số | Kết quả | Giải đấu                          | Nguồn |
| --------- | ------------------------- | ------------------------------------ | --------------------------- | ----- | ------- | --------------------------------- | ----- |
| 1.        | ngày 1 tháng 6 năm 2014   | Red Bull Arena, Harrison, New Jersey | Thổ Nhĩ Kỳ                  | 1–1   | 2–1     | Friendly                          |       |
| 2.        | ngày 13 tháng 11 năm 2015 | Busch Stadium, St. Louis, Missouri   | Saint Vincent và Grenadines | 2–1   | 6–1     | 2018 FIFA World Cup qualification |       |

## Honors

### International
Germany U21
- UEFA European Under-21 Championship: 2009